# Presence
Presence er en amerikansk eksperimenterende spøgelsesfilm fra 2024, der er instrueret af Steven Soderbergh.

## Handling
Filmen er en thriller i form af en spøgelseshistorie, der fortælles fra spøgelsets perspektiv. En familie bestående af moderen Rebecca, faderen Chris og deres to teenagere Chloe og Tyler flytter ind i et hjemsøgt hus. Spøgelset i huset har brug for noget bestemt og får efterhånden en plan til, hvordan det kan nå sit mål. Publikum inviteres til at indtage spøgelsets rolle, hvor kameraet er spøgelsets øjne, der følger den dysfunktionelle familie rundt i huset.

## Medvirkende
- Lucy Liu som Rebecca Payne
- Chris Sullivan som Chris Payne
- Callina Liang som Chloe Payne
- Eddy Maday som Tyler Payne
- West Mulholland som Ryan
- Julia Fox som Cece
- Natalie Woolams-Torres som Lisa
- Lucas Papaelias som Carl

## Modtagelse

### USA
På det amerikanske websted Rotten Tomatoes, der opsummerer amerikanske mediers filmanmeldelser, var 88 % af de 203 indsamlede anmeldelser positive med en gennemsnitlig vurdering på 7,1 ud af 10 mulige point.

### Danmark
Berlingske tildelte filmen tre stjerner og kaldte den en bagatel i Soderberghs karriere, som mest var interessant som et kulturelt fænomen som et vidnesbyrd om, at mange amerikanere tilsyneladende accepterer som en del af deres kristne tro, at afdøde slægtninge og andre bortgåede personer befinder sig som usynlige skikkelser i deres nærhed.